# COVID-19-Pandemie in Südkorea

Von SARS-CoV-2-Infektionen betroffene Landkreise und Städte Südkoreas (bestätigte Infektionen):

Die COVID-19-Pandemie in Südkorea tritt als regionales Teilgeschehen der weltweiten COVID-19-Pandemie. Sie wird verursacht von dem Ende 2019 neu aufgetretenen Virus SARS-CoV-2 aus der Familie der Coronaviren. Seit dem 11. März 2020 stufte die Weltgesundheitsorganisation (WHO) das Ausbruchsgeschehen als Pandemie ein.
Südkorea hatte 2020 und 2021 geringere Inzidenzzahlen als die meisten anderen Länder. Im März 2022 wurden an einem einzigen Tag 621.000 Neuinfektionen registriert. Fast neunzig Prozent der Einwohner sind geimpft; die Regierung lässt die Omikron-Welle durchlaufen. Stand Dezember 2022 trägt ein großer Teil der Bevölkerung weiterhin freiwillig eine Maske außerhalb der eigenen Wohnung. Täglich wird über Cell Broadcast der aktuelle Stand der Infektionszahlen in der Stadt bzw. Region, in der man sich gerade aufhält, mitgeteilt.

## Verlauf
Der erste Fall in Südkorea wurde am 20. Januar 2020 bekannt.
Nachdem die chinesischen Behörden am 31. Dezember 2019 den Ausbruch einer Serie von Lungenentzündungen in der Stadt Wuhan mit bislang unbekannter infektiöser Ursache an die Weltgesundheitsorganisation gemeldet hatten, wurden in Südkorea entsprechende Vorsichtsmaßnahmen getroffen. Ab dem 3. Januar 2020 galten besondere Einreisebestimmungen und Quarantänemaßnahmen für Reisende aus Wuhan. Außerdem wurde die Öffentlichkeit von staatlichen Stellen über das Problem informiert.
Der erste Fall einer Infektion mit dem Coronavirus SARS-CoV-2 in Südkorea wurde am 20. Januar 2020 bekannt. Es handelte sich um eine 35-jährige Staatsbürgerin der Volksrepublik China mit Wohnsitz in Wuhan (China). Die Patientin war bei der Einreise am 19. Januar 2020 auf dem Flughafen Incheon mit Fieber aufgefallen und anschließend in eine Isolierstation eines Krankenhauses verbracht worden, wo die Infektion diagnostiziert wurde. Sie hatte keine bekannten Kontakte zu infizierten Personen gehabt. Bis zum 18. Februar 2020 stieg die Zahl der bekannten Infektionsfälle in Südkorea langsam auf 31 Fälle an, d. h., es wurde etwa eine Neuinfektion pro Tag registriert. Von den 31 Infizierten waren 13 kurz zuvor in der Volksrepublik China gewesen und 15 Personen waren mutmaßlich außerhalb Chinas infiziert worden (zu den restlichen drei lagen keine Informationen vor).
Ab dem 19. Februar 2020 setzte ein rapider Anstieg der Fallzahlen ein. Ursächlich für diesen Anstieg war die Entdeckung eines Infektionsclusters in der südlich gelegenen Stadt Daegu, die sich in den folgenden Tagen zu einer Art „südkoreanischem Wuhan“ entwickelte. Die Infektionsfälle ereigneten sich anfänglich ganz überwiegend in der Shincheonji-Gemeinschaft, einer sektenähnlichen christlichen Kirche. In der Shincheonji-Gemeinde in Daegu infizierten sich die Gemeindemitglieder bei ihren Zusammenkünften gegenseitig, wobei wohl eine 61-jährige Superverbreiterin eine zentrale Rolle spielte. Danach trugen die Gemeindemitglieder die Infektion nach außen. Die Shincheonji-Kirche erklärte, dass sie umfassend mit den Behörden kooperieren werde, um die Epidemie einzudämmen, und händigte den Gesundheitsbehörden eine Liste ihrer Mitglieder aus. Da diese Liste anscheinend unvollständig war, erfolgten am 25. Februar 2020 Hausdurchsuchungen in den Büros der Religionsgemeinschaft. In der südkoreanischen Öffentlichkeit entlud sich viel Ärger; und eine Petition, die das Verbot der Shincheonji-Gemeinschaft forderte, sammelte bis zum 25. Februar 2020 mehr als eine halbe Million Unterstützerunterschriften. Die Stadtverwaltung Seouls forderte die zuständige Staatsanwaltschaft auf, gegen Lee Man-hee und 11 weitere Führer der Shincheonji-Kirche Anklage wegen Mordes zu erheben.
Bis zum Morgen des 22. Februar 2020 wurden 283 Infektionsfälle und die ersten beiden durch das Virus in Südkorea verursachten Todesfälle registriert. Die hauptbetroffene Stadt Daegu ergriff Gegenmaßnahmen, schloss öffentliche Gebäude und verschob den anstehenden Schulbeginn um eine Woche. Vor Supermärkten bildeten sich aufgrund von Vorratskäufen lange Schlangen. Die in Daegu stationierten koreanischen und amerikanischen Armeeeinheiten wurden angewiesen, in ihren Kasernen zu bleiben.
Am 23. Februar 2020 wurde die höchste Alarmstufe im Gesundheitswesen ausgerufen. Am 24. Februar waren es erstmals mit mehr als 833 Fällen in Korea mehr als in jedem Land außer China, am 29. Februar überstieg der Anteil der als infiziert gemeldeten Personen an der Gesamtbevölkerung den Wert für China.
Die hohe Zahl der Fälle erklärt sich teilweise dadurch, dass intensiv getestet wurde. Möglichst alle Kontaktpersonen zu Infizierten wurden getestet, wobei die Zahl der ausstehenden bzw. in Arbeit befindlichen Tests die Zahl der bestätigten Fälle deutlich überschritt. Am 3. März waren noch 35.555 Personen zu testen, das ist  der Rekord. Danach verringerte sich dieser Wert, weil auch die Zahl der neuen Fälle sank. Die Vorgehensweise in Korea gilt damit als vorbildlich.
Mit der Ausweitung der Epidemie entschlossen sich etwa 180 Hochschulen und Universitäten in ganz Südkorea, den anstehenden Semesterbeginn zu verschieben. Etwa 80 % der Einrichtungen nahmen eine Verschiebung um zwei Wochen vor. Das Bildungsministerium wies Schulen und Kindergärten zunächst an, den ursprünglich geplanten Beginn des neuen Schuljahres vom 2. März 2020 auf den 23. März zu verschieben. Später erfolgte eine weitere Verzögerung des Schulstarts um weitere zwei Wochen auf den 6. April 2020. Aufgrund weiterer Bedenken wurde schließlich entschieden, die Schule nach und nach ab dem 9. April beginnen zu lassen und den Unterricht zunächst online stattfinden zu lassen.
Bis zum 3. März 2020 wurden 125.851 Verdachtsfälle gezählt, von denen 4812 positiv getestet wurden. Von den Infizierten gehörten 2698 (56,1 %) der Shincheonji-Sekte an. 4750 Personen befanden sich zu diesem Zeitpunkt in Isolation, 34 Personen waren als geheilt entlassen und 28 Personen waren verstorben. Von den verbleibenden 121.039 waren 85.484 negativ getestet worden und bei 35.555 war die Testung gerade im Gange. Bis zum 12. März 2020 wurden etwa 210.000 Personen in Südkorea getestet. Nach Medienberichten wurden bis Anfang April 2020 insgesamt ca. 400.000 Menschen getestet. Umfangreich waren die Maßnahmen, die die Eisenbahn in Südkorea während der COVID-19-Pandemie eingeleitet hat.
Nachdem 35 % der Neuansteckungen in Südkorea nach Regierungsangaben auf Einreisende zurückzuführen waren, wurden zum 1. April die Quarantäne-Regelungen für Einreisende verschärft. Ausnahmslos jeder Ankommende musste sich, unabhängig von der Nationalität für 14 Tage in überwachte Quarantäne begeben. Dafür konnten Privatwohnungen genutzt werden, oder es wurden, etwa im Fall von Ausländern mit 90-Tage-Visa, staatliche Einrichtungen vorgeschrieben. Verstöße konnten mit bis zu drei Jahren Gefängnis, Geldstrafen und, im Fall von Ausländern, mit Abschiebung und einem Wiedereinreiseverbot geahndet werden. Wer im selben Haushalt mit einem Rückkehrer wohnte und symptomfrei war, wurde hingegen nicht zur Quarantäne verpflichtet; dies wurde in den Medien teils als beitragender Faktor für weiterhin steigende Infektionszahlen genannt.
91 der Genesenen wurden im April erneut positiv auf eine Coronavirus-Infektion getestet. Man geht davon aus, dass es sich um sogenannte Falschpositive handelt. Das bedeutet, die Genesenen sind gesund und vermutlich nicht infektiös, haben allerdings noch Virenreste im Körper.
Nachdem es in Südkorea ab Mitte April Neuinfektionszahlen im einstelligen Bereich gab, wurden die Maßnahmen zur räumlichen Distanzierung gelockert. Die Schüler sollen ab 13. Mai wieder phasenweise in die Schulen gehen. Am 8. Mai wurde bekannt, dass sich im Umfeld eines Nachtclubs im Viertel Itaewon von Seoul ein neuer Infektionsherd gebildet hat. Bars und Clubs mussten darauf wieder auf unbestimmte Zeit schließen. Auch der Schulstart wurde erneut um eine Woche nach hinten verschoben. Am 10. Mai lag die Zahl der Neuinfizierten dadurch zum ersten Mal seit dem 12. April über 30.
Der 16. August 2020 verzeichnete die höchste Fallzahl (297) seit März. Die Sarang-Jeil-Kirche unter der Leitung von Reverend Jeon Kwang-hoon hatte sich zu einem neuen Infektionszentrum entwickelt. Dem Pastor wurde vorgeworfen, die Kontaktverfolgung behindert und gegen die Regeln der Selbstisolation verstoßen zu haben. Tausende Menschen nahmen am 15. August an Protesten im Zentrum von Seoul teil und weckten in der Bevölkerung neue Ängste vor Infektionen. Reverend Jeon warf der Regierung vor, „das Virus über der Kirche auszugießen“. Er trat am 15. August bei den Kundgebungen gegen die Regierung auf, an denen über 10.000 Menschen teilnahmen. Die Behörden ordneten an, 12 risikoreiche Geschäftskategorien, darunter Nachtclubs, Karaoke-Bars und Buffetrestaurants, aber auch Museen, den Betrieb in Seoul, Incheon und der benachbarten Provinz Gyeonggi einzustellen. Darüber hinaus verboten die Behörden Versammlungen in Innenräumen mit mehr als 50 Personen und im Freien mit mehr als 100 Personen. Nachdem die Zahl der neuen Fälle mit fast 100 Fällen pro Tag zurückgegangen war, lockerten die Behörden am 13. September einige Beschränkungen im Großraum Seoul und führten für einen Zeitraum von zwei Wochen neue Regeln ein. Die neuen Regeln ermöglichten es Franchise-Cafés und Bäckereien, Kunden drinnen trinken und essen zu lassen, nach 21 Uhr in Restaurants zu speisen und Indoor-Fitnessstudios und Nachhilfeschulen wieder zu öffnen. Die Vorschrift, dass diese Einrichtungen Abstandsregeln auferlegen, wie zum Beispiel, dass Besucher mindestens einen Sitzplatz voneinander entfernt sitzen oder Masken tragen, blieben bestehen.
Da die Infektionsraten wieder auf über fast 300 pro Tag gestiegen sind, hat die Regierung die soziale Distanzierung in der Hauptstadt auf 1,5 Millionen erhöht, um zu versuchen, die Coronavirus-Infektionen einzudämmen. Aus diesem Grund dürfen Hochrisikobereiche wie Bars, Clubs und religiöse Einrichtungen nur bis zu 30 Prozent ihrer maximalen Kapazität beherbergen. Auch die Schulen beschränken ihre Einwohnerzahl auf zwei Drittel. Die Regierung fordert die Studenten in Studiencafés, Sekundarschulen und Internetcafés auf, die Kontrollmaßnahmen aufgrund der Erhöhung des Niveaus im November zu verstärken, und die Länder begannen, die Reisebeschränkungen zu verschärfen. Am 27. Dezember bestätigte die Korea Disease Control and Prevention Agency, dass der Alpha-Stamm von COVID über eine dreiköpfige Familie, die von Großbritannien nach Südkorea reiste, in das Land eingereist ist.
Ab dem 14. Juli 2021 müssen die Abstandsregeln außerhalb von Seoul angesichts steigender Fallzahlen, die auf die Delta-Variante zurückzuführen sind, verschärft werden. Es beschloss daraufhin, ab dem 1. Juli die Maßnahmen zur sozialen Distanzierung deutlich zu lockern, um mehr Menschen die Teilnahme an gesellschaftlichen Zusammenkünften zu ermöglichen ― und auch die Maskenpflicht im Rahmen eines neuen Abstandssystems zu lockern. Die Regierung beschloss, die Maßnahmen zur sozialen Distanzierung von Stufe 1 auf Stufe 2 zu erhöhen. Unter Stufe 2 sind private Versammlungen von mehr als acht Personen verboten, während Unterhaltungseinrichtungen, Restaurants und Cafés nach Mitternacht nicht mehr betrieben werden dürfen.

## Statistik

Bestätigte Todesfälle
in Südkorea nach Daten der WHO. Oben kumuliert, unten Tageswerte

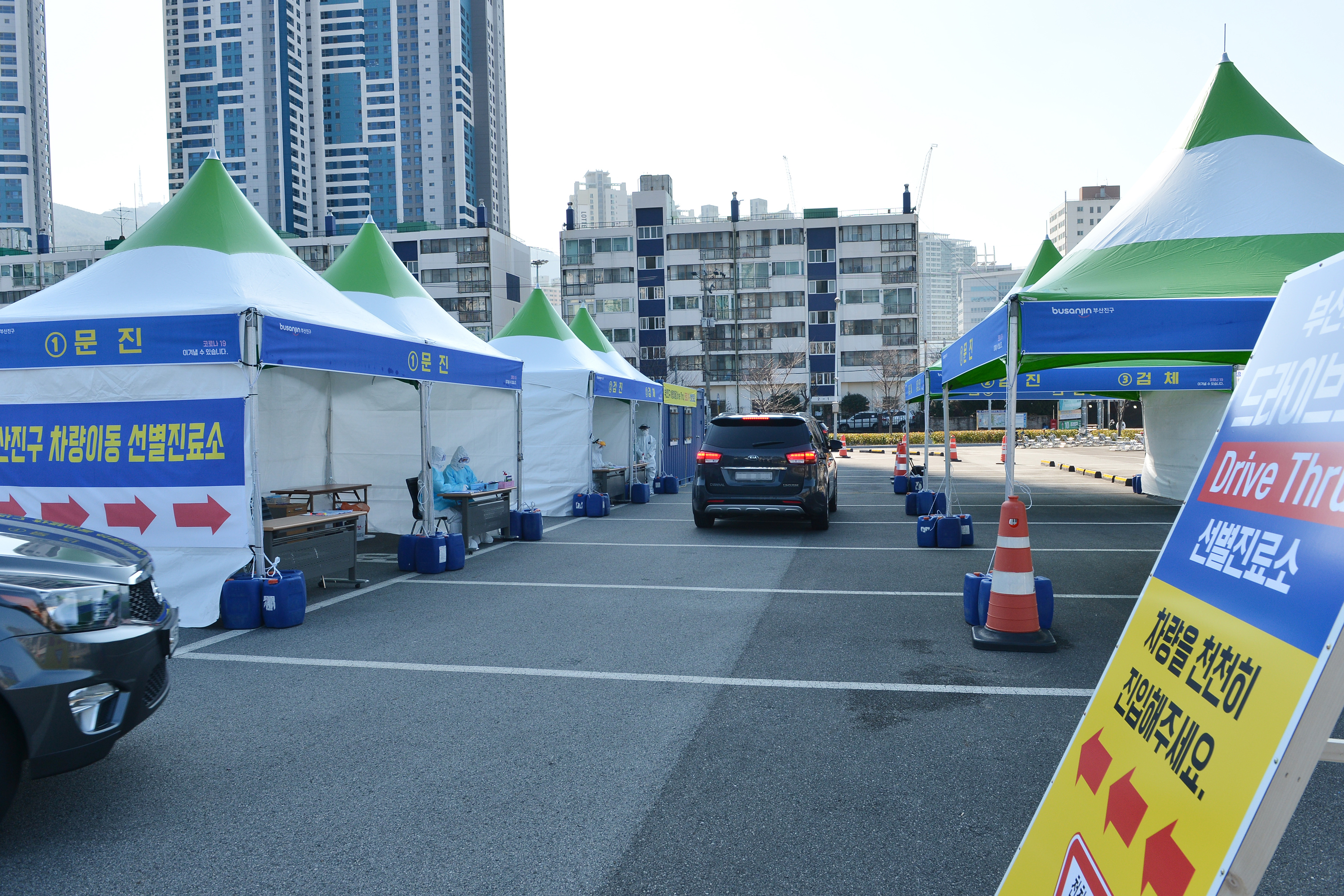
Drive-Through-Station für Corona-Virentestungen in Busan, Anfang März 2020.

Am 25. März 2020 veröffentlichte das Koreanische Zentrum für Seuchenkontrolle und -prävention (KCDC) statistische Daten zu den Todesopfern. 86 % der 124 mit dem Coronavirus infizierten Verstorbenen litten zuvor an chronischen Bluthochdruck oder Diabetes mellitus oder einer Kombination beider. 34 der 124 Verstorbenen hatten Alzheimer. Weniger als 1 % der Verstorbenen war jünger als 50 Jahre. Der durchschnittliche Zeitraum von der Feststellung der Infektion bis zum Tod des Infizierten betrug acht Tage.

Bestätigte Infizierte
in Südkorea nach Daten der WHO. Oben kumuliert, unten Tageswerte. Südkorea hat eine Bevölkerung von rund 51,6 Mio.

## Informationsmanagement
In Südkorea gibt es Apps und Websites, die vor Orten warnen, an denen sich die Infizierten nachweislich (mit ihrem Smartphone) aufgehalten haben. Die Datenschutz-Rechtslage erlaubt der Regierung dort, die Telefonnummer der am Virus erkrankten Personen in Erfahrung zu bringen und auch die GPS-Daten auszuwerten und anonymisiert zu veröffentlichen. Diese Verfahrensweisen, die dazu führen können, dass das Privatleben einzelner Personen in der Öffentlichkeit regelrecht exponiert wird, stießen auch auf Kritik. Zwar werden die Infizierten und deren Wohnadressen in den Warnmeldungen nicht namentlich genannt, jedoch war es in Einzelfällen wiederholt möglich, aufgrund der Umstände die Identität aufzudecken.
Die südkoreanische Außenministerin Kang Kyeong-hwa erklärte am 15. März 2020, dass eine Stabilisierung der Lage in Südkorea zu beobachten sei, da die Zahl der Neuinfektionen seit drei Tagen geringer sei als die Zahl der von der Infektion geheilten Personen. Die im internationalen Vergleich außerordentlich niedrige Letalität der Epidemie in Südkorea sei vorrangig auf die großflächige Testung von Risikopersonen zurückzuführen. In den folgenden Wochen zeigte sich jedoch, dass die Mortalitätsrate trotz stark gebremster Zahl der Neuinfektionen weiter anstieg und sich in der ersten Hälfte des April 2020 der 2-Prozent-Marke näherte.

## Gegenmaßnahmen und deren Auswirkungen

### Wirtschaft
Da die Wirtschaft Südkoreas negativ von der Coronakrise betroffen ist, verabschiedete die Regierung ein Konjunkturpaket in Höhe von etwa 200 Milliarden US-Dollar. Dies beinhaltet die Förderung kleiner und mittelständischer Betriebe. Außerdem erhielten alle Haushalte zwischen 400.000 und 800.000 Won (etwa 300 € bis 600 €) aus der staatlichen Katastrophenhilfe. Unter den OECD-Staaten erlitt Südkorea den geringsten wirtschaftlichen Schaden durch die Pandemie. Durch die Erfahrung aus dem früheren MERS-CoV-Ausbruch, effiziente TTT-Strategie (Test, Trace, Treat), Aufklärungskampagne sowie kulturellbedingte Rücksichtnahme auf die Mitbürger des Landes auf der einen Seite und weltweit große Nachfrage nach elektronischen Gütern während der Pandemie auf der anderen Seite hatte Südkorea einen BIP-Rückgang von nur 1,1 % im Jahr 2020.

### Parlamentswahlen
Die Parlamentswahl in Südkorea 2020 fand wie geplant am 15. April statt, allerdings unter strengen Schutzmaßnahmen. Die Wähler mussten Schutzmasken und Einmalhandschuhe tragen und einen Mindestabstand von einem Meter zu anderen Personen einhalten. Trotz der Sicherheitsvorkehrungen gab es mit 66,2 % eine hohe Wahlbeteiligung. Die erfolgreiche Eindämmung der Coronavirus-Pandemie brachte der Partei von Präsident Moon Stimmgewinne.

## Internationale Reaktionen
- Vom deutschen Robert Koch-Institut wurde am 26. Februar 2020 die Provinz Gyeongsangbuk-do als Risikogebiet eingestuft. Ab dem 25. März wurde (ausdrücklich) die Stadt Daegu ergänzt.[48] Seit dem 10. April 2020 weist das Robert Koch-Institut jedoch keine internationalen Risikogebiete mehr aus.[49][50] Seit dem 15. Juni veröffentlicht das Robert Koch-Institut wieder internationale Risikogebiete.[51][52] Mit Stand vom 15. Oktober 2020 gehört Südkorea nicht zu diesen Risikogebieten.[53]